# دوميترو دولجوف
دوميترو دولجوف (بالأوكرانية: Долгов Дмитро Володимирович)‏ هو لاعب كرة قدم أوكراني في مركز الدفاع، ولد في 24 أغسطس 1987 في Perevalsk ‏ في أوكرانيا. لعب مع نادي أحمد غروزني.

## وصلات خارجية
- دوميترو دولجوف على موقع قاعدة بيانات كرة القدم.إي يو (الإنجليزية)
- دوميترو دولجوف على موقع Soccerway.com (الإنجليزية)